# Rabo-de-facho
O rabo-de-facho (Trinomys yonenagae) é uma espécie de roedor da família Echimyidae.
É endêmica do Brasil, onde pode ser encontrada somente no estado da Bahia.